# 27e parallèle sud
Pour les articles homonymes, voir 27e parallèle.
En géographie, le 27e parallèle sud est le parallèle joignant les points de la surface de la Terre dont la latitude est égale à 27° sud

## Géographie

### Dimensions
Dans le système géodésique WGS 84, au niveau de 27° de latitude sud, un degré de longitude équivaut à 99,254 km ; la longueur totale du parallèle est donc de 35 732 km, soit environ 89 % de celle de l'équateur. Il en est distant de 2 988 km et du pôle Sud de 7 014 km,.

### Régions traversées
Le 27e parallèle sud passe au-dessus des océans sur environ 78 % de sa longueur. Du point de vue des terres émergées, il traverse la Namibie, l'Afrique du Sud, le Swaziland, l'Australie, le Chili, l'Argentine, le Paraguay et le Brésil.
Le tableau ci-dessous résume les différentes zones traversées par le parallèle, d'ouest en est :
| Zone                               | Début                 | Fin                   | Longueur (km) |
| ---------------------------------- | --------------------- | --------------------- | ------------- |
| Océan Atlantique                   | 27° 00′ S, 48° 35′ O  | 27° 00′ S, 15° 11′ E  | 6 329         |
| Île au large de la côte namibienne | 27° 00′ S, 15° 11′ E  | 27° 00′ S, 15° 12′ E  | 2             |
| Océan Atlantique                   | 27° 00′ S, 15° 12′ E  | 27° 00′ S, 15° 14′ E  | 3             |
| Afrique                            | 27° 00′ S, 15° 14′ E  | 27° 00′ S, 32° 53′ E  | 1 752         |
| Océan Indien                       | 27° 00′ S, 32° 53′ E  | 27° 00′ S, 113° 49′ E | 8 033         |
| Australie                          | 27° 00′ S, 113° 49′ E | 27° 00′ S, 153° 04′ E | 3 896         |
| Pumicestone Passage                | 27° 00′ S, 153° 04′ E | 27° 00′ S, 153° 06′ E | 3             |
| Île Bribie                         | 27° 00′ S, 153° 06′ E | 27° 00′ S, 153° 10′ E | 7             |
| Océan Pacifique                    | 27° 00′ S, 153° 10′ E | 27° 00′ S, 70° 49′ O  | 13 500        |
| Amérique du Sud                    | 27° 00′ S, 70° 49′ O  | 27° 00′ S, 48° 35′ O  | 2 207         |